# Имало едно време в Холивуд
„Имало едно време в Холивуд“ (на английски: Once Upon a Time in Hollywood) е американско-британски филм, комедия/драма от 2019 г. със сценарист и режисьор Куентин Тарантино. Действието се развива през 60-те години на 20 век в Лос Анджелис и разказва за филмовата и телевизионна звезда Рик Долтън и неговия дубльор Клиф Буут. Главните роли се изпълняват от Леонардо ди Каприо, Брад Пит и Марго Роби.

## Актьорски състав
- Леонардо ди Каприо – Рик Долтън
- Брад Пит – Клиф Бут
- Марго Роби – Шарън Тейт
- Емил Хърш – Джей Сийбринг
- Маргарет Куоли – Котенцето
- Тимъти Олифант – Джеймс Стейси
- Остин Бътлър – Чарлс „Текс“ Уотсън
- Дакота Фанинг – Линет „Пискливка“ Фром
- Брус Дърн – Джордж Спан
- Ал Пачино – Марвин Шуорц
- Кърт Ръсел – Ранди
- Бренда Вакаро – Г-жа Шуорц
- Майк Мо – Брус Лий
- Деймън Хериман – Чарлс Менсън
- Сидни Суини – „Снейк“
- Майки Медисън – Сюзън Аткинс

## Сюжет
Внимание:  Текстът по-долу разкрива сюжета на произведението (или части от него)!
Рик Долтън (Леонардо Ди Каприо) е застаряващ актьор от Холивуд, участващ в уестърни и екшън филми предимно в ролята на лошия герой. Клиф Буут (Брад Пит) е неговият личен дубльор, каскадьор и приятел, с който работят от дълго време заедно. Първата част на филма представя част от живота на двамата в Холивуд, както и филмите, в които Рик участва.
Близо до имението на Рик се нанасят да живеят Роман Полански и неговата жена Шарън Тейт (Марго Роби). При едно от работните пътувания на Клиф той качва на стоп млада хипарка, която му казва, че живее в старо ранчо, което е познато на Клиф от предишни филмови площадки. Той решава да отиде с нея до ранчото където се натъква на хипарския култ воден от Чарлс Менсън.
За кратко в историята се появява и самия Чарлс Менсън (Деймън Хериман), който се представя като объркан шофьор, случайно попаднал близо до имението на Шарън Тейт.
След като Рик осъзнава, че кариерата му буксува и самия той застарява, се решава да замине в Италия и да участва с спагети уестърни, като Клиф също заминава с него. След шест месеца двамата се завръщат в Холивуд, заедно с новата жена на Рик - италианка. При завръщането си бъдещето на Рик не е ясно и той решава да се раздели с каскадьора си Клиф, защото не може да му осигури сигурно заплащане. Двамата решават да си направят прощална вечер, при която двамата се напиват сериозно. След като се прибират вкъщи двамата се разделят, като Клиф запалва дълго пазената си цигара потопена в ЛСД, а Рик продължава с пиенето. В този момент три хипита от култа на Чарлс Менсън нападат имението на Рик с цел да убият всички вътре. Сред зрелищна бойна сцена обаче и тримата биват ликвидирани от Клиф, неговото куче и Рик Долтън

## Заснемане
Снимките започват на 18 юни 2018 г. в Лос Анджелис и приключват на 1 ноември 2018 г.